# Benjamin Treffers
Benjamin Treffers (Canberra, Australia, 15 de agosto de 1991) es un nadador australiano especializado en pruebas de estilo espalda, donde consiguió ser medallista de bronce mundial en 2015 en los 50 metros.

## Carrera deportiva
En el Campeonato Mundial de Natación de 2015 celebrado en Budapest ganó la medalla de bronce en los 50 metros estilo espalda, con un tiempo de 24.69 segundos, tras el francés Camille Lacourt (oro con 24.23 segundos) y el estadounidense Matt Grevers (plata con 24.61 segundos).